# همرنگ جماعت شو
همرنگ جماعت شو (انگلیسی: Follow the Crowd) یک فیلم کمدی صامت کوتاه به کارگردانی آلفرد جی. گلدینگ است که در سال ۱۹۱۸ منتشر شد.

## بازیگران
- هارولد لوید
- اسناب پالرد
- ببه دنیلز
- هلن گیلمور
- دی لمپتون
- دوروثیا والبرت
- گاس لئونارد
- جیمز پروت
- چارلز استیونسون
- ماروین لوبک
- استل هَریسون